# 1-е отделение совхоза «Бондарский»
1-е отделение совхоза «Бондарский» — посёлок в Бондарском районе Тамбовской области России. Входит в состав Бондарского сельсовета.

## География
Посёлок находится на северо-востоке центральной части Тамбовской области, в лесостепной зоне, в пределах северо-восточной части Тамбовской равнины, к западу от реки Большой Ломовис, при автодороге 68Н-001, у западной окраины села Бондари (фактически слившись с последним), административного центра района.

### Климат
Климат умеренно континентальный, относительно сухой, с холодной продолжительной зимой и тёплым летом. Средняя температура воздуха самого холодного месяца (января) — −11,5 — −10,5 °C (абсолютный минимум — −30 °C); самого тёплого месяца (июля) — 19,5 — 20,5 °C (абсолютный максимум — 32 °С). Среднегодовое количество атмосферных осадков составляет около 501 мм, из которых большая часть выпадает в тёплый период. Продолжительность залегания снежного покрова составляет в среднем 135 дней.

## Население
| 2002 | 2010 |
| ---- | ---- |
| 793  | ↘776 |

### Национальный состав
Согласно результатам переписи 2002 года, в национальной структуре населения русские составляли 99 % из 793 чел.